# Laura Stepp
Laura Stepp, ehemals Laura Interval, (* 13. September 1966 in Savannah, Georgia) ist eine US-amerikanische Schauspielerin.

## Leben
Stepp hatte 1995 ihr Filmdebüt in dem Science-Fiction-Film Automatic. 1997 trat sie als der Engel Angela in Spawn auf, der Verfilmung des gleichnamigen Comics. Weitere Filmauftritte folgten, so als DEA Agentin Linda Poe in In the Name of Justice (1999), als Julie in Under the Influence (2002) und in Hit to Right (2009), in dem sie die Lehrerin Laura Peterson, eine der Hauptrollen, verkörpert.
Zu den Fernsehserien, in denen sie spielte, gehören Diagnose: Mord (1996), Star Trek: Raumschiff Voyager (1999), hier spielte sie in der Doppelfolge Das ungewisse Dunkel die Erin Hansen, Springfield Story (2002) und The Cult (2009), in der sie mit ihrem Ehemann Latham Gaines vor der Kamera stand.
Von 2001 bis 2008 war Stepp mit dem Friseur Paul Interval verheiratet. 2009 heiratete sie den Schauspieler Latham Gaines.

## Filmografie
- 1995: The Watcher – Das Auge von Vegas (The Watcher, Fernsehserie, eine Folge)
- 1995: Automatic
- 1996: Diagnose: Mord (Diagnosis Murder, Fernsehserie, 2 Folgen)
- 1997: Baywatch Nights (Fernsehserie, eine Folge)
- 1997: Spawn
- 1997: Friends (Fernsehserie, eine Folge)
- 1998: The Closer (Fernsehserie, eine Folge)
- 1998: Air America (Fernsehserie, eine Folge)
- 1999: In the Name of Justice
- 1999: Star Trek: Raumschiff Voyager (Star Trek: Voyager, Fernsehserie, Das ungewisse Dunkel Teil 1 & Teil 2)
- 1999: Allein gegen die Zukunft (Early Edition, Fernsehserie, eine Folge)
- 2001: Sex and the City (Fernsehserie, eine Folge)
- 2002: Law & Order: Special Victims Unit (Fernsehserie, eine Folge)
- 2002: Under the Influence
- 2002: Springfield Story (Fernsehserie, drei Folgen)
- 2003: Star Trek: Enterprise (Fernsehserie, Folge Cogenitor)
- 2003: Criminal Intent – Verbrechen im Visier (Law & Order: Criminal Intent, Fernsehserie, eine Folge)
- 2004: Third Watch – Einsatz am Limit (Third Watch, Fernsehserie, eine Folge)
- 2005: Jake in Progress (Fernsehserie, eine Folge)
- 2005: Stella (Fernsehserie, eine Folge)
- 2006: The Book of Daniel (Fernsehserie, eine Folge)
- 2008: Law & Order (Fernsehserie, eine Folge)
- 2008: New Amsterdam (Fernsehserie, eine Folge)
- 2009: Hit to Right
- 2009: The Cult (Fernsehserie, 4 Folgen)
- 2018: Give us the money Canadians or we go to Mexico! (Fernsehserie, eine Folge)